# Marie-Magdeleine Carbet
Marie-Magdeleine Carbet, née le 25 août 1902 et morte le 10 janvier 1996, est le dernier nom de plume adopté à partir de 1958 par Anna Marie-Magdeleine, une écrivaine et éducatrice afro-martiniquaise. Entre 1936 et 1957, elle et sa compagne lesbienne Olympe Claude, née Tricot,  co-publient des poèmes, des nouvelles et des chansons sous le pseudonyme commun de Claude et Magdeleine puis de Claude et Magdeleine Carbet. En tant que femmes libérées pour leur époque, elles explorent ensemble des sujets sensibles de la vie sociale aux Antilles. Marie-Magdeleine Carbet a remporté plusieurs prix littéraires d'organismes culturels français pour ses œuvres tardives, principalement publiées au Québec entre 1970 et 1980.

## Biographie

### Jeunesse et formation
Louise Eugénie Anna Marie-Magdeleine, appelée Anna, naît le 25 août 1902 à Ducos en Martinique d'Inès (appelée Aya) et d'Eugène Marie-Magdeleine. À l'époque, l'île est une colonie française et son père est né dans la première décennie après l'abolition de l'esclavage. Son nom de famille est Constantin et tout au long de sa vie, lui et sa femme sont appelés Mr et Mme Constantin familièrement, bien qu'officiellement, après son mariage, son nom de famille soit Marie-Magdeleine. Après avoir terminé ses études primaires dans son village natal, Anna Marie-Magdeleine fréquente le Pensionnat colonial (laïc) de Fort-de-France grâce à une bourse et y obtient son diplôme d'études secondaires à l'âge de dix-sept ans.
En 1923, Anna Marie-Magdeleine part poursuivre ses études à Paris. Au cours des quatre années suivantes, elle obtient ses diplômes pour l'enseignement professionnel  en économie domestique, en couture et en artisanat, mais elle suit également des cours d'art à l'École des beaux-arts, ainsi que de journalisme et de droit à l'université. Pendant cette période, l'étudiante - dont le frère Gaston a épousé Cécile Nardal à Fort-de-France - a sans doute fréquenté le salon des sœurs Nardal à Clamart, mais il n'y a aucune trace d'une participation de la jeune Anna Marie-Magdeleine aux prémisses du mouvement de la négritude, associé à Paulette Nardal dans les années 1930.

### Carrière
Ses études achevées en 1928, Anna Marie-Magdeleine retourne en Martinique et enseigne au Pensionnat colonial de Fort-de-France, où elle retrouve une de ses anciennes enseignantes, Olympe Claude, née Tricot, mère d'un garçon et divorcée. Les deux femmes entament une relation qui va durer vingt-cinq ans, adoptent le nom de plume commun Carbet et vivent ouvertement ensemble en tant que couple lesbien avec le fils d'Olympe, Léonce Clovis.
Le pseudonyme Carbet, tiré du nom de la ville du Carbet en Martinique, symbolise leur identification à leur patrie mais selon l'article « Littérature des Caraïbes » d'Encyclopædia Universalis, Marie-Magdeleine Carbet, tout comme Mayotte Capecia, revendique son identité française. Les deux enseignantes se mettent à co-écrire des poèmes, des nouvelles et des chansons, dans lesquels elles s'expriment, en tant que femmes, sur des questions telles que la marginalisation, la race et la sexualité.
En 1935, l'année de la célébration du Tricentenaire des Antilles françaises, elles partent ensemble à Paris où elles enseignent, tout en s'adonnant à diverses activités culturelles : publication d'un recueil de nouvelles (Féfé et Doudou, Martiniquaises, sous la signature Claude et Magdeleine), d'articles, de critiques et d'essais, dans des revues telles que Droit et Liberté, associées au MRAP ; diffusion d'une performance sur Radio France depuis la Tour Eiffel ; participation à des clubs. Elles fondent le premier théâtre noir antillais à Paris en 1937, pour lequel elles corédigent et mettent en scène, en 1938, dans la Salle Jean Goujon dans le 8e arrondissement, une pièce de théâtre, Dans sa case. C'est l'une des premières productions créées et produites par des Noirs à Paris.
En 1939, les deux autrices sont missionnées par Georges Mandel, ministre français des Colonies, pour collecter le folklore des régions d'outre-mer. Mais l'invasion de la France par les Allemands en 1940 aboutit à l'annulation de la mission par le gouvernement de Vichy.
Elle ouvre, avec Olympe Claude, une librairie, la Cité du Livre, rue Schoelcher, qu'elles exploitent ensemble jusqu'en 1957, date à laquelle leur relation se dissout. 
Elle commence sa période littéraire la plus productive sous le nom de plume légèrement modifié en Marie-Magdeleine Carbet. Entre 1957 et 1970, elle siège au comité de rédaction et au conseil national du Mouvement contre le racisme et pour l'amitié entre les peuples (MRAP), produit des articles de journaux et six volumes de poésie. Elle collabore avec l'écrivain guadeloupéen Gilbert de Chambertrand et s'engage en faveur du métissage. 
Après 1970, elle oriente son activité littéraire vers le Québec en publiant trois romans et plusieurs recueils de poésie et de comptines chez l'éditeur Leméac de Montréal, tout en participant à l'Association des écrivains catholiques de langue française, basée à Paris. Elle intègre des noms créoles, entre guillemets, dans certains de ses récits comme dans les Contes de Tantana. Ses poèmes d'amour mentionnent souvent des personnes non genrées.
En 1988, Marie-Magdeleine Carbet revient à Fort-de-France pour vivre avec sa sœur Mathilde dans sa maison de l'Ancienne route de Schoelcher. 

## Publications

### Sous le nom de Claude et Magdeleine Carbet
- Féfé et Doudou, Martiniquaises, Paris, J. Crès, 1936, 238 p. (OCLC 20559093, lire en ligne); réédité à Paris, L'Harmattan (collection Autrement Mêmes), introduction par Charles W. Scheel, 2024, 163 pages.
- Chansons des Isles (poèmes), Paris, Orphée, 1937
- Piment rouge (ill. Thérèse Ambourg), Paris, Les Cahiers d'art et d'amitié, coll. « La poésie » (no 15), 1938, 36 p. (OCLC 459076130, lire en ligne)
- C̜à et là dans la Caraïbe, Paris, Ceux d'outre-mer, coll. « Ceux d'outre-mer », 1939, 87 p. (OCLC 78501817, lire en ligne)
- avec Gilbert de Chambertrand, Braves gens de la Martinique / Claude et Magdeleine Carbet (Document d'archives téléchargeable gratuitement), Fort-de-France, 1957, 138 p. (OCLC 1254650789, lire en ligne)
- Braves gens de la Martinique (Document d'archives téléchargeable gratuitement), Fort-de-France, 1957, 138 p. (OCLC 1254650789, lire en ligne)

### Sous le nom de Marie-Magdeleine Carbet
- Point d'orgue, Paris, Impr. la Productrice, 1958, 76 p. (OCLC 459076140, lire en ligne)[16].
- Chansonnelle : l'île aux oiseaux (ill. Gilbert de Chambertrand, attribué à la seule Marie-Magdeleine Carbet par décision du Tribunal de Fort-de-France en 1958), Fort-de-France, La Cité du Livre, 1960 ?, 32 p. (OCLC 469723909, lire en ligne)
- Écoute, Soleil-dieu, Paris, Francex, coll. « Le Choix », 1961, 64 p. (OCLC 459665097, lire en ligne)
- Viens voir ma ville, Paris, Impr. la Productrice, 1963, 64 p. (OCLC 459665101, lire en ligne)
- Suppliques et chansons, Paris, Le Cerf-Volant, 1974 (1re éd. 1965), 61 p. (OCLC 53774640, lire en ligne)
- Rose de ta grâce, Paris, Le Cerf-volant, 1970, 77 p. (OCLC 462100716, lire en ligne)
- Au péril de ta joie (préf. Henri Queffélec), coll. « Collection Francophonie vivante », 1972, 213 p. (OCLC 1087038989, lire en ligne)
- Et merveille de vivre, Paris, 1973, 71 p. (OCLC 462123603, lire en ligne)
- Comptines et chansons antillaises, Montréal, Leméac, coll. « Littérature de jeunesse », 1975, 75 p. (ISBN 9780776198224, lire en ligne)
- D'une rive a l'autre (préf. Robert Cornevin) (roman), Montréal, Leméac, 1975, 178 p. (ISBN 9780776139128, lire en ligne)
- Au village en temps longtemps, Montréal, Leméac, coll. « Francophonie vivante », 1977, 170 p. (ISBN 9780776139135, lire en ligne)
- Mini-poèmes sur trois méridiens, Montréal, Leméac, 1977, 126 p. (ISBN 9780776198262, lire en ligne), dont L'acacia[17]
- Contes de Tantana (conte), Montréal, Leméac, 1980, 187 p. (ISBN 9782760998339, lire en ligne)
- Au sommet, la sérénité, Montréal, Leméac, coll. « A hauteur d'homme », 1980, 124 p. (ISBN 9782760955080, lire en ligne)

## Récompenses et distinctions
- 1971 : prix littéraire des Caraïbes pour Rose de ta grâce[18],[19] ;
- 1975 : prix critique ADELF[20], ainsi que le Grand prix humanitaire de France pour ses services aux arts et aux lettres[21].

## Hommage
- le prix Carbet de la Caraïbe et du Tout-Monde, fondé à l'initiative de la revue Carbet en 1990, porte son nom[22].